# 동부피그미마모셋
동부피그미마모셋(Cebuella niveiventris)는 볼리비아와 브라질, 에콰도르, 페루의 아마존 남서부 열대우림에서 발견되는 매우 작은 신세계원숭이인 마모셋 종이다. 이전에는 서부피그미마모셋과 같은 종으로 여겨졌지만, 동부피그미마모셋은 배 부분이 흰색이다. 동부피그미마모셋은 서부피그미마모셋보다 더 동쪽에 서식하지만, 두 개체의 주요 서식지 구분은 아마존 강(솔리모이스 강)과 마라논 강이며, 서부피그미마모셋은 그 북쪽에, 동부피그미마모셋은 남쪽에 서식한다.
최근 DNA 검사를 통해 마라논강에서 북쪽으로 수백 킬로미터 떨어진 에콰도르에 서식하는 것으로 확인되었다.

## 특징
동부피그미마모셋은 몸무게가 약 119g이고 머리 크기는 33.7mm에서 38.9mm 사이로, 신대륙원숭이 중 가장 작은 종 중의 하나이다. 야생에서 다 자란 수컷의 몸무게는 약 110g, 암컷의 몸무게는 약 120g이다. 모든 피그미마모셋은 귀를 덮는 털갈기와 뒷다리보다 긴 팔, 그리고 첫 번째 위어금니에 원추가 없다는 공통적인 특징을 가지고 있다. 특정한 식성으로 인해 동부피그미마모셋은 큰 아래 앞니와 튼튼한 V자 모양의 아래턱을 가지고 있다. 동부피그미마모셋은 나무껍질에 구멍을 뚫어 먹이를 얻는 등의 활동에 유용한 발톱을 가지고 있으며, 이 발톱 덕분에 나무줄기에 수직으로 매달릴 수 있다.

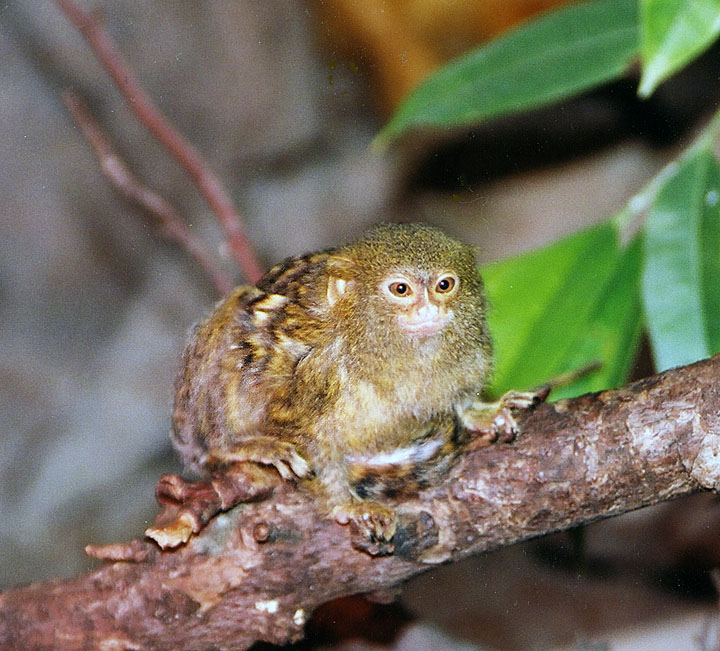
캐나다 브리티시 컬럼비아주 빅토리아의 사육된 동부피그미마모셋

피그미마모셋의 여러 아종은 색상 패턴이 서로 다르지만, 동부피그미마모셋은 좀 더 흰색이고 옅은 색상을 띤다. 동부피그미마모셋은 팔과 다리를 포함한 아랫부분이 흰색이고, 목과 가슴은 주황색에서 흰색에 가까운 색을 띤다.

## 생태

### 분포
동부피그미마모셋은 넓은 지리적 분포를 가진 작은 수목성 비인간 영장류이다. DNA 검사 결과, 동부피그미마모셋은 주로 리오 솔리모이스강(아마존 강) 남쪽에 위치하며, 페루, 브라질, 적도, 볼리비아 일부 지역에 분포한다. 동부피그미마모셋은 브라질과 페루의 더 넓은 지역에 분포하며, 아마존 저지대와 안데스 산맥 구릉 지대에 서식한다. 동부피그미마모셋의 서식지는 볼리비아 북부까지 약간 뻗어 있다.

### 먹이
동부피그미마모셋은 특정 고품질의 희귀한 먹이를 먹는다는 점에서 일반 종과 유사하다. 주로 삼출성 동물이자 식충동물로 여겨진다. 동부피그미마모셋은 주로 나무 수액, 나무 고무, 그리고 나무와 덩굴나무에서 나오는 라텍스로 구성된 식물 삼출물을 먹는다. 이것이 동부피그미마모셋 먹이의 큰 부분을 차지한다. 때로는 절지동물, 주로 곤충을 먹기도 하며, 때로는 영양 보충을 위해 과일을 먹기도 한다.
동부피그미마모셋은 특별한 식단으로 인해 나무를 갉아먹고, 파고, 수직으로 매달릴 수 있도록 치아와 발톱이 적응되어 있다. 이러한 행동은 모두 먹이 섭취와 분비물 섭취와 관련이 있다.